# NGC 4128A
NGC 4128A (другие обозначения — NPM1G +69.0097, PGC 38558) — линзообразная галактика (S0) в созвездии Дракон.
Этот объект не входит в число перечисленных в оригинальной редакции «Нового общего каталога» и был добавлен позднее.